# Final do Campeonato Europeu de Futebol de 1988
A Final do Campeonato Europeu de Futebol de 1988 foi uma partida de futebol disputada em 25 de Junho de 1988 para determinar o vencedor do Campeonato Europeu de Futebol de 1988. A partida foi disputada pela União Soviética, no que seria o último Campeonato Europeu do país, e a Holanda no Olímpico de Munique, em Munique. Os Holandeses venceram a partida por 2-0, com golos do capitão Ruud Gullit e do melhor marcador do torneio Marco van Basten; Gullit marcou de cabeça o golo de abertura no primeiro tempo, com uma assistência de Van Basten. Com 2-0, Hans van Breukelen defendeu um penalti de Igor Belanov, que ele havia cometido por derrubar Sergey Gotsmanov.
O golo de Van Basten, no qual ele chutou com o pé direito sobre Rinat Dasayev do ângulo mais estreito à direita da área, de uma assistência de Arnold Mühren na esquerda, seria mais tarde descrito como um dos maiores golos da história do Campeonato Europeu.
Apesar de ter aparecido nas finais da Campeonato do Mundo de Futebol de 1974 e de 1978, este foi o primeiro torneio internacional ganho pela Holanda.

## Caminho para a final
| Grupo C         | J | V | E | D | GP | GC | SG | Pts |
| --------------- | - | - | - | - | -- | -- | -- | --- |
| União Soviética | 3 | 2 | 1 | 0 | 5  | 2  | +3 | 5   |
| Países Baixos   | 3 | 2 | 0 | 1 | 4  | 2  | +2 | 4   |
| Irlanda         | 3 | 1 | 1 | 1 | 2  | 2  | 0  | 3   |
| Inglaterra      | 3 | 0 | 0 | 3 | 2  | 7  | −5 | 0   |

| Grupo C         | J | V | E | D | GP | GC | SG | Pts |
| --------------- | - | - | - | - | -- | -- | -- | --- |
| União Soviética | 3 | 2 | 1 | 0 | 5  | 2  | +3 | 5   |
| Países Baixos   | 3 | 2 | 0 | 1 | 4  | 2  | +2 | 4   |
| Irlanda         | 3 | 1 | 1 | 1 | 2  | 2  | 0  | 3   |
| Inglaterra      | 3 | 0 | 0 | 3 | 2  | 7  | −5 | 0   |

## O jogo

### Detalhes
| 25 de junho de 1988 | União Soviética | 0 – 2     | Países Baixos               | Olympiastadion, Munique                     |
| 15:30               |                 | Relatório | Gullit 32' · Van Basten 54' | Público: 72 308 Árbitro: FRA Michel Vautrot |

| União Soviética | Países Baixos |

|                      |    |                         |                               |     |
|                      |    |                         |                               |     |
| G                    | 1  | Rinat Dasayev           |                               |     |
| LD                   | 5  | Anatoliy Dem'yanenko    | Penalizado com cartão amarelo |     |
| Z                    | 7  | Syarhey Aleynikaw       |                               |     |
| Z                    | 3  | Wağyz Hidiätullin       | Penalizado com cartão amarelo |     |
| LE                   | 6  | László Rácz             |                               |     |
| M                    | 8  | Hennadiy Lytovchenko    | Penalizado com cartão amarelo |     |
| M                    | 9  | Oleksandr Zavarov       |                               |     |
| M                    | 15 | Oleksiy Mykhailychenko  |                               |     |
| M                    | 18 | Syarhey Hotsmanaw       |                               | 68' |
| A                    | 10 | Oleh Protasov           |                               | 71' |
| A                    | 11 | Ihor Byelanov           |                               |     |
| Suplentes:           |    |                         |                               |     |
| G                    | 16 | Viktor Chanov           |                               |     |
| DF                   | 12 | Viačeslavas Sukristovas |                               |     |
| DF                   | 13 | Tengiz Sulakvelidze     |                               |     |
| MC                   | 19 | Serhiy Baltacha         |                               | 68' |
| MC                   | 20 | Victor Pasulco          |                               | 71' |
| Seleccionador:       |    |                         |                               |     |
| Valeriy Lobanovs'kyi |    |                         |                               |     |

|                |    |                    |                               |
|                |    |                    |                               |
| G              | 1  | Hans van Breukelen |                               |
| LE             | 2  | Adri van Tiggelen  |                               |
| Z              | 4  | Ronald Koeman      |                               |
| Z              | 17 | Frank Rijkaard     |                               |
| LD             | 6  | Berry van Aerle    | Penalizado com cartão amarelo |
| M              | 13 | Erwin Koeman       |                               |
| M              | 8  | Arnold Mühren      |                               |
| M              | 20 | Jan Wouters        | Penalizado com cartão amarelo |
| M              | 7  | Gerald Vanenburg   |                               |
| A              | 10 | Ruud Gullit        |                               |
| A              | 12 | Marco van Basten   |                               |
| Suplentes:     |    |                    |                               |
| G              | 16 | Joop Hiele         |                               |
| V              | 18 | Wilbert Suvrijn    |                               |
| A              | 11 | John van 't Schip  |                               |
| A              | 9  | John Bosman        |                               |
| A              | 14 | Wim Kieft          |                               |
| Seleccionador: |    |                    |                               |
| Rinus Michels  |    |                    |                               |

| Árbitros assistentes: Gérard Biguet Rémi Harrel 4º Árbitro: |

Regras do Jogo
- 90 minutos.
- 30 minutos de prolongamento.
- Penáltis se continuar empatado.
- Máximo de 2 substituições.